# Javon Small
Javon Unique Small (South Bend, Indiana, 19 de diciembre de 2002) es un baloncestista estadounidense que pertenece a la plantilla de los Memphis Grizzlies de la NBA, con un contrato dual que le permite jugar además en su filial de la G League, los Memphis Hustle. Con 1,91 metros de estatura, juega en la posición de base. 

## Trayectoria deportiva

### Universidad
Jugó dos temporadas con los Pirates de la Universidad del Este de Carolina, en las que promedió 9,3 puntos, 2,8 rebotes y 3,4 asistencias por partido. Tras esas dos temporadas, decidió ingresar en el portal de transferencias de la NCAA.
Fue transferido a los Cowboys de la Universidad Estatal de Oklahoma, donde jugó una temporada, en la que promedió 15,1 puntos, 4,7 rebotes y 4,1 asistencias por encuentro. Una vez más, al acabar la temporada solicitó entrar en el portal de transferencias.
Acabó en los Mountaineers de la Universidad de Virginia Occidental, donde jugó una última temporada como universitario, en la que acabó promediando 18,6 puntos, 5,6 asistencias, 4,1 rebotes y 1,5 robos de balón por partido. Anotó 20 o más puntos en 14 partidos. Fue incluido en el mejor quinteto de la Big 12 Conference.

#### Estadísticas
| Año     | Equipo         | PJ | PT | MPP  | %TC  | %3P  | %TL   | RPP | APP | ROB | TPP | PPP  |
| ------- | -------------- | -- | -- | ---- | ---- | ---- | ----- | --- | --- | --- | --- | ---- |
| 2021–22 | East Carolina  | 16 | 0  | 9.2  | .263 | .217 | 1.000 | .6  | 1.1 | .1  | .0  | 2.0  |
| 2022–23 | East Carolina  | 18 | 17 | 34.7 | .397 | .333 | .854  | 4.8 | 5.6 | 1.2 | .2  | 15.8 |
| 2023–24 | Oklahoma State | 31 | 31 | 33.0 | .441 | .374 | .866  | 4.7 | 4.1 | 1.0 | .3  | 15.1 |
| 2024–25 | West Virginia  | 32 | 32 | 36.1 | .418 | .353 | .880  | 4.1 | 5.6 | 1.5 | .3  | 18.6 |
| Total   | Total          | 97 | 80 | 30.4 | .415 | .350 | .871  | 3.9 | 4.4 | 1.1 | .2  | 14.2 |

### Profesional
Fue elegido en la cuadragesimoctava posición del Draft de la NBA de 2025 por los Memphis Grizzlies. El 10 de julio la franquicia le firmó un contrato dual para compaginar el primer equipo con el filial en la G League, los Memphis Hustle.